# Miscophus pulcher
Miscophus pulcher is een vliesvleugelig insect uit de familie van de graafwespen (Crabronidae). De wetenschappelijke naam van de soort is voor het eerst geldig gepubliceerd in 1953 door de Andrade.